# 李世隆
李世隆（英語：Dragon Li Sai-lung，1986年—），現任環境及生態局局長政治助理，曾任葵青區議會石蔭選區議員。

## 簡歷
李世隆早年在新界大埔區成長，就讀香島中學及英國St Leonards School。李世隆曾任葵青區議員，並曾參與不同政府法定及諮詢委員會（包括可持續發展委員會、戴麟趾爵士康樂基金委員會及非物質文化遺產諮詢委員會）的工作。他擁有倫敦大學國王學院機械工程榮譽學士學位，以及清華大學高級公共管理碩士學位。他是民主建港協進聯盟及新界社團聯會成員。

## 從政經歷
在2015年香港區議會選舉擊敗被指樣貌外型相似、在當區尋求第四次連任的民主黨尹兆堅，成為區議員。但在2019年，建制派因為支持逃犯條例修訂草案而選情大受打擊，屬建制派民建聯的李世隆亦被捲土重來，且已當選為立法會議員的尹兆堅以4,890票擊敗，而李世隆就得到3,730票。
在2016年香港立法會選舉，排在陳恒鑌、郭芙蓉名單的第三位。